# Бенсон, Бенни

Флаг Аляски

Джон Бен (Бе́нни) Бе́нсон-мла́дший (англ. John Ben «Benny» Benson, Jr.; 12 октября 1913 — 2 июля 1972) — автор флага американского штата Аляска. Имел эскимосско-русско-шведское происхождение. Созданный Бенни Бенсоном проект флага Территории Аляска победил в 1927 году на конкурсе по его созданию, а в 1959 году был переутверждён как флаг штата Аляска
.
Его рисунок вместе с пояснением к символике и внешнему виду хранится в Музее штата Аляска

## Биография
Джон Бен родился в поселении Чигник в 1913 году. Его отец был шведом, а мать наполовину русской, наполовину эскимоской-алутиик. У Бенни были брат и сестра. Когда ему было три года, мать умерла от пневмонии, и отец отправил его с братом Карлом в детский дом, так как не мог их содержать. Бенни рос в Уналашке и впоследствии в Сьюарде.
В 1927 году был организован конкурс на лучший проект флага Аляски, которая тогда еще не была штатом США. Будучи учеником детского приюта, 13-летний Бенсон нарисовал проект флага, который конкурсная комиссия выбрала самым красивым и лаконичным — синее полотнище с семью звездами созвездия Большой Медведицы и Полярной звездой.

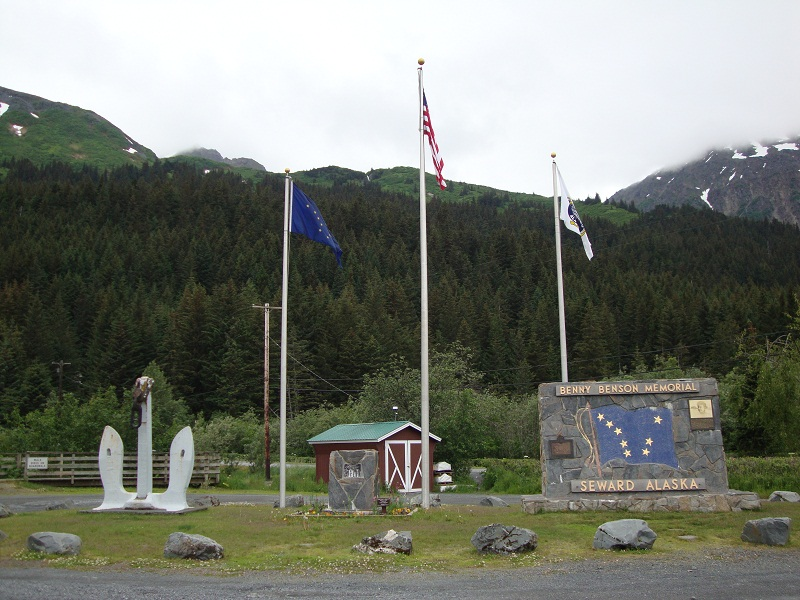
Мемориал Бенни Бенсона в 1,4 милях от Сьюарда

После окончания средней школы в 1932 году он вернулся домой на Алеутские острова. Там он работал вместе с отцом на лесной ферме. Доход от мехов уменьшился, и через четыре года он переехал в Сиэтл. Бен воспользовался своими сбережениями в 1000 долларов для поступления в Хемфиллское дизельное инженерное училище. В это время, в 1934, началась кампания по ознакомлению детей с новым флагом. В октябре 1935 года была написана песня, где идеи Бенсона о значении и облике флага были отражены в стихах. В 1938 году он женился на Бетти ван Хайз. У них родились дочери Анна Мэй и Шарлотта Эббот в октябре 1938 и в июне 1940 соответственно. В 1950 году они развелись, и Бенсон переехал на остров Кадьяк, где работал механиком на гражданских авиалиниях.
Бен встретился со своей сестрой в середине 1950-х годов, через 30 лет после их разлуки. Вскоре после этого она умерла. Через 10 лет погиб его брат Карл. В 1969 году Бен Бенсон получил травму, вследствие которой ему пришлось ампутировать правую ногу. За несколько месяцев до смерти он женился на Анне Софии Дженкс; они усыновили несколько детей, впоследствии у него появились внуки. В 1972 году Бен умер от сердечного приступа в Кадьяке в возрасте 58 лет.
Бенни Бенсон — почитаемая персона на Аляске. Ввиду того, что коренное население Аляски только в 1920-х годов получило основные гражданские права, победа эскимосского школьника в конкурсе стала значимым событием. Именем Бенсона названы гора недалеко от приюта, где он обучался, бульвар в Анкоридже и аэропорт города Кадьяк (с 2013 г.).